# Шоссон (боевое искусство)
Шоссон (фр. Chausson, буквально  «мягкая туфля», «тапочек») — боевое искусство. Шоссон (в переводе с фр. «тапочек» или «мягкая туфля») — боевое искусство Франции 19 века.

## История
Термин «шоссон» впервые зафиксирован в 1829 году. Это боевое искусство зародилось на юге Франции, в Марселе, в отличие от родственного савата, который обязан своим появлением региону Парижа (городу Кан). От места своего происхождения шоссон получил альтернативное название «жё де Марсей» — «Марсельская игра».
Придумано матросами кораблей марсельского порта. Матросы отправляясь в дальние плавания, ужасно скучали, и поэтому видели единственное развлечение только в постановочных драках. Поначалу техника ударов была очень примитивной, но со временем она совершенствовалась, использоваться стали удары ступнями, в корпус и в голову (удар ногой в голову был визитной карточкой шоссона). Однако нередко моряк, пытающийся провести удар в голову противнику падал вместе с ним, тогда появился приём — боец упирается обеими руками в палубу, а ступней бьет выше пояса оппонента. Этот приём был быстро включён в арсенал шоссона. Также в нём было много ударов кулаков и захватов, но, в отличие от савата, это было более мягкое единоборство.
В классическом савате удары ног проводились по нижнему уровню, а в шоссоне — ещё в живот, в грудь и в голову. Шоссон был очень популярен во Франции, а парижские тренеры шоссона ввели в обиход пухлые перчатки, чтобы уберечь от травм лица состоятельных клиентов. Шоссон обожал король Луи-Филипп I, и при нём популярность этого единоборства достигла своего пика. 
Техника шоссона нравилась Лекуру, поэтому он заимствовал её при создании французского бокса (поэтому говорят, что шоссон был поглощён французским боксом), также приёмы шоссона использовал Жозеф-Пьер Шарлемон при создании своей дисциплины. Правда и после этого шоссон продолжал существовать как отдельное боевое искусство, его широко применяли в драках  уголовные элементы, солдаты, рыбаки и т. д. 
После окончания Первой мировой войны он уже больше нигде не встречался, но отдельные энтузиасты мечтают возродить его, как и классический сават.